# Las Margaritas, Chicomuselo
Las Margaritas är en ort i Mexiko.   Den ligger i kommunen Chicomuselo och delstaten Chiapas, i den sydöstra delen av landet, 800 km sydost om huvudstaden Mexico City. Las Margaritas ligger 1 423 meter över havet och antalet invånare är 125.
Terrängen runt Las Margaritas är kuperad norrut, men söderut är den bergig. Runt Las Margaritas är det ganska glesbefolkat, med 28 invånare per kvadratkilometer. Närmaste större samhälle är Angel Albino Corzo, 17,0 km väster om Las Margaritas. I omgivningarna runt Las Margaritas växer i huvudsak städsegrön lövskog.